# Ferdinand van Solms-Hohensolms-Lich

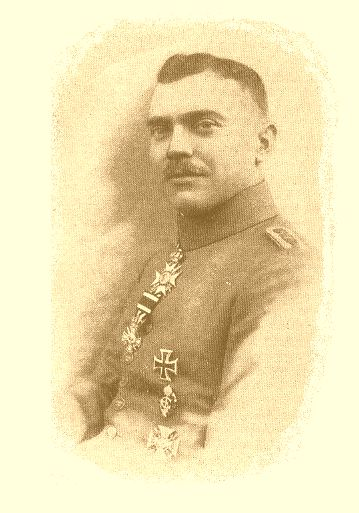
Prins Ferdinand van Solms-Hohensolms-Lich rond 1918

Ferdinand Prinz zu Solms-Hohensolms-Lich (Lübbenau, 25 mei 1886 - gesneuveld bij Mont St.Quentin in Noord-Frankrijk, 1 september 1918) was een Duits aristocraat en officier. Als lid van een gemediatiseerde familie werd hij als "Hochgeboren" aangeschreven.
In 1914 was de toen 28-jarige prins Tweede Luitenant en adjudant van het Vijfde Thüringse Infanterie-regiment Nr. 94. Hij bleef gedurende de gehele, zeer bloedige, geschiedenis van het regiment bij deze eenheid.
Prins Ferdinand bracht het tot kapitein en bevelhebber van het Ie bataljon van het "Infanterie-Regiment Großherzog von Sachsen" dat als Vijfde Thüringse Infanterie-regiment Nr. 94 deel uitmaakte van het Duitse leger. Op 1 september 1918 kwam hij om toen zijn regiment stoottroepen vernietigend werd verslagen door de Tweede Australische Divisie.
Prins Ferdinand droeg een aantal bijzondere onderscheidingen, op de afgebeelde foto zijn zijn om de hals gedragen Commandeurskruis van de Saksen-Weimaraanse Orde van de Witte Valk met de Zwaarden en daaronder het zeldzame ridderkruis met zwaarden en kroon van de Huisorde van Hohenzollern. De kroon op het ridderkruis was een privilege voor de Duitse prinsen, het ridderkruis was een "opstapje" tussen het IJzeren Kruis der Ie Klasse en de exclusieve Pruisische Orde Pour le Mérite
Op de linkerborst zijn het IJzeren Kruis der Eerste Klasse, het Hessische IJzeren Ereteken voor Strijders en het Wilhelm-Ernst Oorlogskruis gespeld.
De prins heeft zijn grootkruis in de Orde van Philipp de Grootmoedige van Hessen niet opgespeld. Hij was de neef van Eleonore van Solms-Hohensolms-Lich, de tweede echtgenote van Groothertog Ernst Lodewijk van Hessen-Darmstadt.